# Shin Ramyun

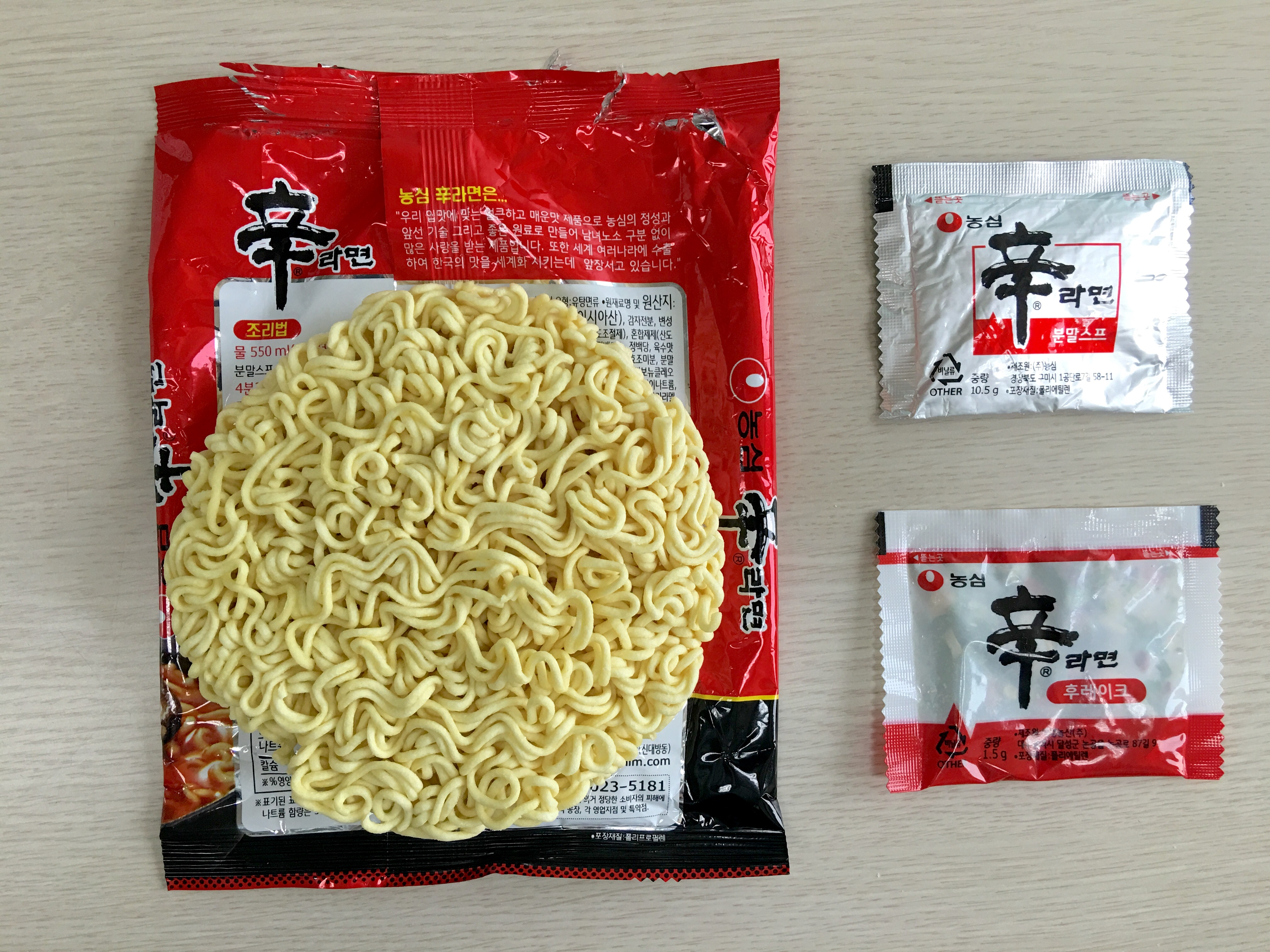
Balíček Shin Ramyun a jeho obsah

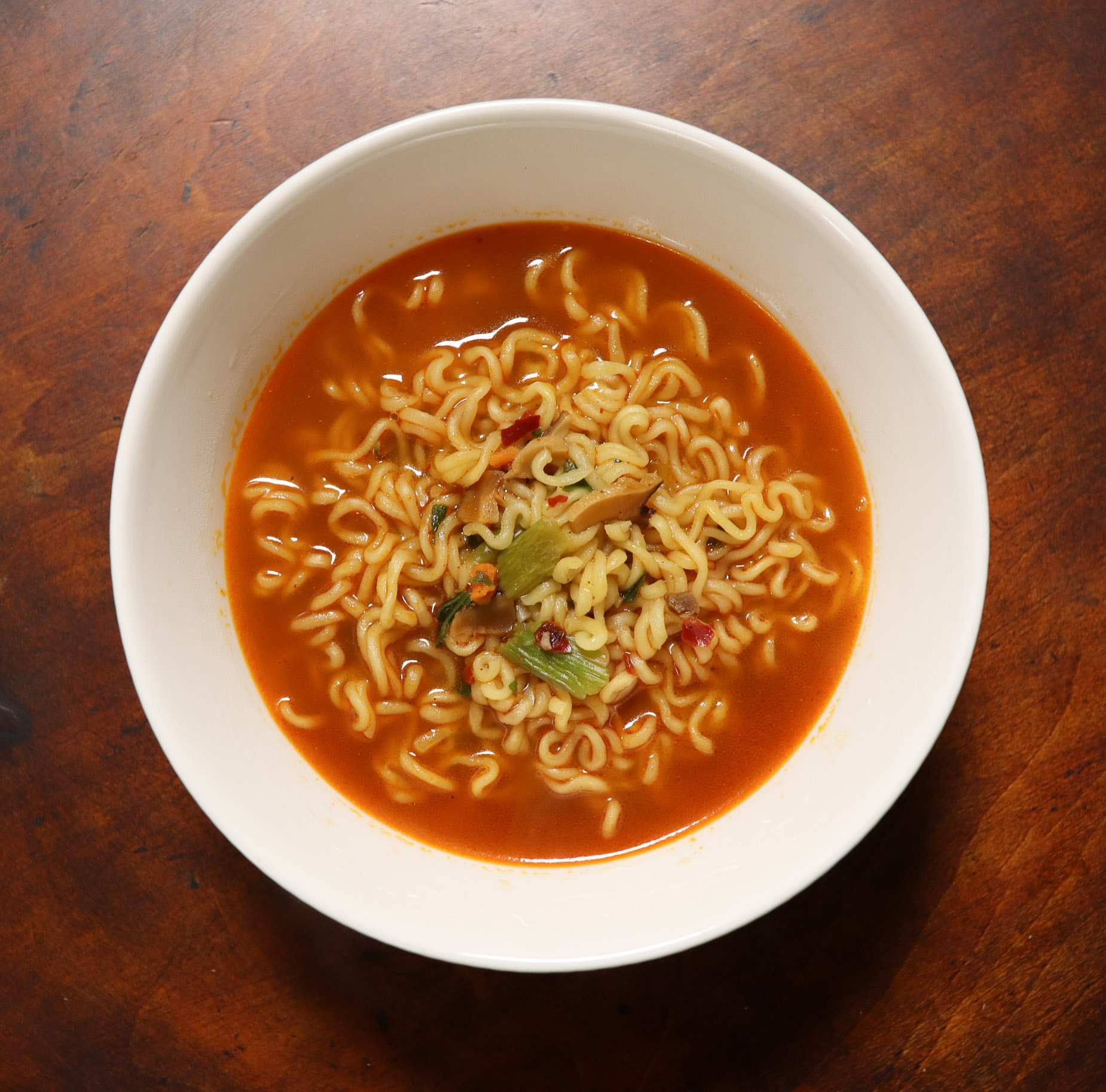
Miska s připravenými nudlemi Shin Ramyun

Shin Ramyun (korejsky 신라면, v hanče stylizováno jako 辛라면) je jihokorejská značka instantních nudlí, které od roku 1986 vyrábí firma Nongshim. Je to nejrozšířenější značka instantních nudlí v Jižní Koreji, přičemž podíl na zdejším trhu je vyšší než 20 %. Krom Jižní Koreje se instantní nudle Shin Ramyun exportují do více než 100 zemí světa, včetně České republiky.
Instantní nudle Shim Ramyun bývají prodávány v plastových balíčcích nebo kelímcích, které obsahují suché nudle, menší balíček s kořením a menší balíček se sušenou zeleninou. Po zalitím vodou vzniká pikantní nudlový pokrm, který byl inspirován tradičním jihokorejským pokrmem zvaným sogogi jangguk, skládajícím se z nudlí, chilli, hovězího vývaru a zelí.
Krom originálních pikantní nudlí se vyrábějí i další varianty Shin Ramyun, mj. Shin Ramyun Black (nudle v tmavé omáčce s hovězím vývarem), Shin Ramyun Super Spicy (extra pálivé) nebo Shin Red (Shin Ramyun s omáčkou s intenzivnější chutí).
Název Shin Ramyun v korejštině znamená instantní nudle, zároveň ale také odkazuje na Šina Čun-ho, zakladatele firmy Nongshim.